# Astragalus mucidus
Astragalus mucidus es una  especie de planta herbácea perteneciente a la familia de las leguminosas. Es originaria del Asia Central
Es una planta herbácea perennifolia originaria del Asia Central donde se distribuye por Kazajistán, Kirguistán, Tayikistán  y Uzbekistán.

## Taxonomía
Astragalus mucidus fue descrita por  Alexander von Bunge y publicado en Flora Orientalis 2: 279. 1872.
Sinonimia
- Astragalus serafschanicus Freyn	[3]

Etimología
Astragalus: nombre genérico derivado del griego clásico άστράγαλος y luego del Latín astrăgălus aplicado ya en la antigüedad, entre otras cosas, a algunas plantas de la familia Fabaceae, debido a la forma cúbica de sus semillas parecidas a un hueso del pie.
mucidus: epíteto latino 